# La Voivre (Vosges)
La Voivre é uma comuna francesa na região administrativa de Grande Leste, no departamento de Vosges. Estende-se por uma área de 5,86 km². Em 2010 a comuna tinha 704 habitantes (densidade: 120,1 hab./km²).